# محمد الشرمي
محمد الشرمي (28 مايو 1981) من أبرز لاعبي القوى التونسين في الألعاب البارالمبية الصيفية.

## الإختصاصات
- 800 متر رجال T37
- 1500 متر رجال T37[2]

## مواضيع ذات علاقة
- تونس في الألعاب البارالمبية الصيفية 2008
- تونس في الألعاب البارالمبية

## روابط خارجية
- محمد الشرمي على موقع Paralympic.org (الإنجليزية)
- محمد الشرمي على موقع IPC.InfostradaSports.com (مؤرشف) (الإنجليزية)